# Velika nagrada Kanade 2019
Velika nagrada Kanade 2019 je sedma dirka Svetovnega prvenstva Formule v sezoni 2019. Odvijala se je 9. junija 2019 na uličnem dirkališču Circuit Gilles Villeneuve v Montrealu. Zmagal je Lewis Hamilton, Mercedes, drugo mesto je osvojil Sebastian Vettel, tretji pa je bil Charles Leclerc, oba Ferrari.

## Rezultati

### Kvalifikacije
| Poz  | Št | Dirkač             | Konstruktor               | 1. del   | 2. del    | 3. del    | Št. m. |
| ---- | -- | ------------------ | ------------------------- | -------- | --------- | --------- | ------ |
| 1    | 5  | Sebastian Vettel   | Ferrari                   | 1:11,200 | 1:11,142  | 1:10,240  | 1      |
| 2    | 44 | Lewis Hamilton     | Mercedes                  | 1:11,518 | 1:11,010  | 1:10,446  | 2      |
| 3    | 16 | Charles Leclerc    | Ferrari                   | 1:11,214 | 1:11,205  | 1:10,920  | 3      |
| 4    | 3  | Daniel Ricciardo   | Renault                   | 1:11,837 | 1:11,532  | 1:11,071  | 4      |
| 5    | 10 | Pierre Gasly       | Red Bull Racing-Honda     | 1:12,023 | 1:11,196  | 1:11,079  | 5      |
| 6    | 77 | Valtteri Bottas    | Mercedes                  | 1:11,229 | 1:11,095  | 1:11,101  | 6      |
| 7    | 27 | Nico Hülkenberg    | Renault                   | 1:11,720 | 1:11,553  | 1:11,324  | 7      |
| 8    | 4  | Lando Norris       | McLaren-Renault           | 1:11,780 | 1:11,735  | 1:11,863  | 8      |
| 9    | 55 | Carlos Sainz Jr.   | McLaren-Renault           | 1:11,750 | 1:11,572  | 1:13,981  | 11     |
| 10   | 20 | Kevin Magnussen    | Haas-Ferrari              | 1:12,107 | 1:11,786  | brez časa | PL     |
| 11   | 33 | Max Verstappen     | Red Bull Racing-Honda     | 1:11,619 | 1:11,800  |           | 9      |
| 12   | 26 | Daniil Kvjat       | Scuderia Toro Rosso-Honda | 1:11,965 | 1:11,921  |           | 10     |
| 13   | 99 | Antonio Giovinazzi | Alfa Romeo Racing-Ferrari | 1:12,122 | 1:12,136  |           | 12     |
| 14   | 23 | Alexander Albon    | Scuderia Toro Rosso-Honda | 1:12,020 | 1:12,193  |           | 13     |
| 15   | 8  | Romain Grosjean    | Haas-Ferrari              | 1:12,109 | brez časa |           | 14     |
| 16   | 11 | Sergio Pérez       | Racing Point-BWT Mercedes | 1:12,197 |           |           | 15     |
| 17   | 7  | Kimi Räikkönen     | Alfa Romeo Racing-Ferrari | 1:12,230 |           |           | 16     |
| 18   | 18 | Lance Stroll       | Racing Point-BWT Mercedes | 1:12,266 |           |           | 17     |
| 19   | 63 | George Russell     | Williams-Mercedes         | 1:13,617 |           |           | 18     |
| 20   | 88 | Robert Kubica      | Williams-Mercedes         | 1:14,393 |           |           | 19     |
| Vir: |    |                    |                           |          |           |           |        |

### Dirka
| Poz  | Št | Dirkač             | Konstruktor               | Krogi | Čas/Odstop       | Št. m. | Toč |
| ---- | -- | ------------------ | ------------------------- | ----- | ---------------- | ------ | --- |
| 1    | 44 | Lewis Hamilton     | Mercedes                  | 70    | 1:29:07,084      | 2      | 25  |
| 2    | 5  | Sebastian Vettel   | Ferrari                   | 70    | +3,658           | 1      | 18  |
| 3    | 16 | Charles Leclerc    | Ferrari                   | 70    | +4,696           | 3      | 15  |
| 4    | 77 | Valtteri Bottas    | Mercedes                  | 70    | +51,045          | 6      | 13  |
| 5    | 33 | Max Verstappen     | Red Bull Racing-Honda     | 70    | +57,655          | 9      | 10  |
| 6    | 3  | Daniel Ricciardo   | Renault                   | 69    | +1 krog          | 4      | 8   |
| 7    | 27 | Nico Hülkenberg    | Renault                   | 69    | +1 krog          | 7      | 6   |
| 8    | 10 | Pierre Gasly       | Red Bull Racing-Honda     | 69    | +1 krog          | 5      | 4   |
| 9    | 18 | Lance Stroll       | Racing Point-BWT Mercedes | 69    | +1 krog          | 17     | 2   |
| 10   | 26 | Daniil Kvjat       | Scuderia Toro Rosso-Honda | 69    | +1 krog          | 10     | 1   |
| 11   | 55 | Carlos Sainz Jr.   | McLaren-Renault           | 69    | +1 krog          | 11     |     |
| 12   | 11 | Sergio Pérez       | Racing Point-BWT Mercedes | 69    | +1 krog          | 15     |     |
| 13   | 99 | Antonio Giovinazzi | Alfa Romeo Racing-Ferrari | 69    | +1 krog          | 12     |     |
| 14   | 8  | Romain Grosjean    | Haas-Ferrari              | 69    | +1 krog          | 14     |     |
| 15   | 7  | Kimi Räikkönen     | Alfa Romeo Racing-Ferrari | 69    | +1 krog          | 16     |     |
| 16   | 63 | George Russell     | Williams-Mercedes         | 68    | +2 kroga         | 18     |     |
| 17   | 20 | Kevin Magnussen    | Haas-Ferrari              | 68    | +2 kroga         | PL     |     |
| 18   | 88 | Robert Kubica      | Williams-Mercedes         | 67    | +3 krogi         | 19     |     |
| Ret  | 23 | Alexander Albon    | Scuderia Toro Rosso-Honda | 59    | Trčenje          | 13     |     |
| Ret  | 4  | Lando Norris       | McLaren-Renault           | 8     | Vzmetenje/Zavore | 8      |     |
| Vir: |    |                    |                           |       |                  |        |     |